# Elatostema mabienense
Elatostema mabienense är en nässelväxtart som beskrevs av Wen Tsai Wang. Elatostema mabienense ingår i släktet Elatostema och familjen nässelväxter. Utöver nominatformen finns också underarten E. m. sexbracteatum.